# یاکفا
یاکفا (به مجاری:  Jákfa) یک شهرداری در مجارستان است که در واش واقع شده‌است. یاکفا ۷٫۸۵ کیلومتر مربع مساحت و ۲۰۹ نفر جمعیت دارد.